# Przyjezierze, Hạt Szczecinek
Przyjezierze [pʂɨjɛˈʑɛʐɛ] là một ngôi làng thuộc khu hành chính của Gmina Borne Sulinowo, thuộc hạt Szczecinek, West Pomeranian Voivodeship, phía tây bắc Ba Lan. Nó nằm khoảng 9 kilômét (6 mi) về phía đông bắc của Borne Sulinowo, 11 km (7 mi) về phía tây nam của Szczecinek, và 137 km (85 mi) về phía đông của thủ đô khu vực Szczecin.
Trước năm 1945, khu vực này là một phần của Đức. Đối với lịch sử của khu vực, xem Lịch sử của Pomerania.
Làng có dân số 70 người.